# Еббі Вамбах
Еббі Вамбах (англ. Abby Wambach; нар. 2 червня 1980, Рочестер, Нью-Йорк) — американська футболістка, форвард жіночої збірної США, дворазова Олімпійська чемпіонка (у 2004 та 2012 роках), лауреатка «Золотого м‘яча» у 2012 році. Посідає перше місце у списку найкращих бомбардирів національної збірної США.

## Біографія

### Юнацькі роки
Еббі Вамбах народилася 2 червня 1980 року в Рочестері, штат Нью-Йорк, у родині була наймолодшою серед семи дітей. Під час навчання у приватній католицькій школі Our Lady of Mercy High School у Рочестері почала серйозно займатися футболом і баскетболом.
Після закінчення школи отримала грант на навчання в Університеті Флориди, де грала в університетській команді з футболу Florida Gators з 1998 по 2001 рік. У складі команди виграла чемпіонат Національної асоціації студентського спорту (1998) та чотири чемпіонати американської студентської асоціації Southeastern Conference (1998, 1999, 2000, 2001). Була вдостоєна також кількох індивідуальних відзнак, зокрема почесного звання Всеамериканського спортсмена (1999, 2000, 2001). Її рекорд забитих голів за команду університету (96) ще нікому не вдалося побити.
У 2002 році почала грати за клуб Washington Freedom (перейменованого у 2011 році на magicJack). З 2011 року — вільний агент.

### Міжнародна кар'єра
Вамбах увійшла до основного складу жіночої збірної США з футболу на Чемпіонаті світу 2003 року. Завдяки голу Еббі в матчі проти збірної Норвегії команда вийшла до чвертьфіналу і стала бронзовим призером змагань.
Наступним здобутком Вамбах у складі збірної стала золота медаль Олімпіади 2004 року в Афінах. Гол Вамбах у ворота збірної Бразилії приніс команді перемогу з рахунком 2:1.
У першому матчі Чемпіонату світу з жіночого футболу 2007 року після зіткнення з футболісткою збірної Північної Кореї на голову Вамбах наклали 11 швів. Травма не завадила спортсменці продовжити гру й забити шість голів у шести матчах чемпіонату.
У 2008 році під час гри Вамбах зламала ногу, в результаті чого не змогла взяти участь у плеф-офф Олімпіади в Пекіні.
Вамбах забила гол головою на 122 хвилині чвертьфінального матчу Чемпіонату світу з футболу серед жінок 2011 року, принісши команді перемогу над збірною Бразилії. У фіналі змагань збірна США поступилася команді Японії в серії післяматчевих пенальті.
Станом на кінець червня 2013 року на рахунку Вамбах 160 голів у 207 міжнародних матчах. У матчі проти збірної Південної Кореї Еббі зробила покер, що дозволило їй обігнати за цим показником у списку найкращих бомбардирів національної збірної США Мію Хемм, на рахунку якої 158 голів.
Вамбах п'ять разів здобувала звання футболіста року в США (2003, 2004, 2007, 2010, 2011), а в 2011-му була визнана найкращою американською спортсменкою року.

### Олімпійські ігри 2012 у Лондоні
25 липня 2012 року Вамбах забила перший гол за збірну США в матчі проти Франції, який закінчився з рахунком 4:2 на користь американської команди. У другому олімпійському матчі проти збірної Колумбії Вамбах отримала удар у праве око від учасниці команди супротивника, однак забила другий гол і долучилася до перемоги з рахунком 3:0. Вона також забила гол з пенальті у півфінальному матчі проти збірної Канади, в якому американки виграли з рахунком 4:3. 9 серпня 2012 року Еббі здобула свою другу золоту олімпійську медаль після перемоги жіночої збірної США над командою Японії з рахунком 2:1.

## Особисте життя
Еббі Вамбах є лесбійкою. Вона одружена з американською письменницею Ґленнон Дойл. Вони мешкають у Ермоса-Біч. (Каліфорнія).